# Ga Wolgok
Ga Wolgok là ga đường sắt trên Tàu điện ngầm Seoul tuyến 6 nằm ở Hawolgok-dong, Seongbuk-gu, Seoul. Nhà ga còn có tên là Đại học nữ sinh Dongduk, vì nó nằm gần Trường đại học Nữ sinh Dongduk.

## Bố trí ga
| Đại học Hàn Quốc ↑ |
| \| W/B             |
| ↓ Sangwolgok       |

| Hướng Tây  | ● Tuyến 6 | ← Hướng đi Eungam   |
| Hướng Đông | ● Tuyến 6 | → Hướng đi Sinnae → |